# Bussy-lès-Daours
Bussy-lès-Daours é uma comuna francesa na região administrativa de Altos da França, no departamento de Somme. Estende-se por uma área de 8,1 km². Em 2010 a comuna tinha 394 habitantes (densidade: 48,6 hab./km²).